# Aïcha Garad Ali
Aïcha Garad Ali (en arabe : عائشة جراد علي), née le 28 décembre 1966, est membre djiboutienne du Comité International Olympique depuis 2012.
Elle est la présidente du Comité National Olympique de Djibouti depuis 2005 et a été vice-présidente de la Fédération Djiboutienne de Handball de 1987 à 1993 .

## Jeunesse
Aïcha Garad Ali est née le 28 décembre 1966. Elle est certifiée professeur de gym à Abidjan, en Côte d'Ivoire, en 1987.

## Carrière
Aïcha Garad Ali commence sa carrière sportive en tant que professeur de gymnastique postsecondaire en 1987. Elle devient conseillère pédagogique en 1993 et directrice d'école sportive en 1994. En dehors de sa carrière d'enseignante, elle est capitaine et entraîneuse de l'équipe nationale de handball de Djibouti, et devient conseillère technique du ministère de la Jeunesse et des Sports de Djibouti.
Elle est membre de plusieurs organisations et commissions sportives. De 1987 à 1993, elle est vice-présidente de la Fédération Djiboutienne de Handball. Par la suite, elle est devient présidente du Comité national olympique de Djibouti en 2005 avec de nouvelles réélections en 2013 et 2017.
Après sa nomination au Comité International Olympique en 2012, elle rejoint plusieurs comités du CIO, dont l'éducation olympique et les femmes dans le sport. Toujours en 2012, elle est nommée membre du conseil d'administration de la fédération mondiale de taekwondo, et est réélue en 2017.
En plus d'être membre du conseil d'administration, Garad Ali décerne des médailles aux Jeux olympiques de la jeunesse d'été de 2014 aux gagnantes de l'épreuve de handball féminin.